# Cyanide (chanson)
Pour les articles homonymes, voir Cyanide.
Singles de Metallica
My Apocalypse The Judas Kiss
Cyanide est le 43e single du groupe de thrash metal américain Metallica, et le troisième de l'album Death Magnetic sorti le 2 septembre 2008.

## Liste des morceaux
1. Cyanide 6:41

## Composition du groupe
- James Hetfield – chant, guitare rythmique
- Kirk Hammett – guitare solo
- Robert Trujillo – basse
- Lars Ulrich – batterie, percussions
- Rick Rubin – producteur
- Ted Jensen – enregistrement
- Greg Fidelman – mixage